# Języki caraja
Języki caraja (karajá, caraya) – rodzina językowa Brazylii, należąca do fyli makro-ge.

## Klasyfikacja
- język karajá (caraja)
- język javahé
- † język carajahi
- † język chambioa

W klasyfikacji Ethnologue nie są to odrębne języki, lecz dialekty jednego języka karajá.